# Pegaso Siccar 5075
Le Pegaso Siccar 5075 est un autocar interurbain et grand tourisme fabriqué par le groupe public espagnol ENASA sous la marque Pegaso de 1966 à 1970. 

## Histoire
Au lendemain de la guerre civile espagnole, avec les sanctions internationales, le marché espagnol des camions, autobus et autocars, était largement dominé par le groupe public ENASA qui commercialisait ses productions camions et autobus sous la marque Pegaso. Le nombre de modèles mis sur le marché fermé espagnol a été très important. 
Après avoir construit des autobus et autocars à partir de châssis de camions modifiés et abaissés, avec le moteur placé à l'avant du véhicule. Le constructeur espagnol s'est tourné vers certains constructeurs étrangers pour améliorer et actualiser la conception de ses modèles. En 1961, avec une licence du constructeur italien Viberti, il a d'abord introduit le modèle Monotral et son moteur placé à plat sous le plancher, la gamme Pegaso Viberti Monotral. En 1966, il a opté pour une licence d'un autre constructeur italien Siccar et son châssis révolutionnaire en treillis autoporteur avec le moteur placé en porte à faux à l'arrière. C'est ainsi qu'est né le Pegaso Siccar 5075.
Ce modèle inaugure une nouvelle génération d'autobus et d'autocars avec le moteur non plus situé à l'avant du véhicule mais en porte à faux à l'arrière du châssis avec une position de l'essieu avant plus en retrait ce qui présente l'avantage de diminuer l'empattent au profit d'une meilleure stabilité et maniabilité. 
Ce modèle de 11,30 mètres, en version ligne et Grand Tourisme pouvant accueillir jusqu'à 51 passagers, a été fabriqué de 1966 à 1980 par la "Carroceria Inauto", sous licence Siccar, équipé d'une mécanique Pegaso.